# Embleton Bay
Embleton Bay är en vik i Storbritannien.   Den ligger i riksdelen England, i den centrala delen av landet, 500 km norr om huvudstaden London.